# Borg (adelsätt)
Borg är namnet till en svensk adelsätt, som utslocknade med stiftaren. Dess ende medlem Erik Borg var född i Narva 1689 och var militär till yrket. 
Erik Borg adlades 1718 med oförändrat namn, introducerades på Riddarhuset året efter under nummer 1570 och tog avsked som kapten 1719. Borg gick därefter i holsteinsk tjänst och uppnådde där graden generalmajor. 
Erik Borg var gift, men äktenskapet var barnlöst. Han dog i Kiel, men hans dödsår är inte angivet. 